# Lyciasalamandra irfani
Lyciasalamandra irfani é uma espécie de anfíbio gimnofiono da família Salamandridae. Está presente na Turquia. A UICN classificou-a como vulnerável.